# Henningsmoenia
Henningsmoenia is een geslacht van uitgestorven kreeftachtigen uit de klasse van de Ostracoda (mosselkreeftjes).

## Soorten
- Henningsmoenia billingensis Schallreuter, 1984 †
- Henningsmoenia costa Orr, 1985 †
- Henningsmoenia gunnari (Thorslund1948) Schallreuter, 1964 †